# 1991 JF
1991 JF är en asteroid i huvudbältet som upptäcktes den 3 maj 1991 av den japanska astronomen Takeshi Urata vid Nihondaira-observatoriet.
Asteroiden har en diameter på ungefär 4 kilometer och den tillhör asteroidgruppen Vesta.